# Jacqueline Cochran
Jacqueline Cochran (Muscogee, Florida, 1906. május 11. – Indio, Kalifornia, 1980. augusztus 9.) amerikai sportrepülőnő, nemzedékének egyik legsikeresebb versenypilótája.

## Életpálya
Hatévesen egy pamutgyárban dolgozik, 10 évesen egy szépségszalonba kerül, ahol kitanulja a fodrász szakmát. Elvégzett egy nővérképzőt, utána egy floridai orvosi rendelőben szolgál.1920-ban házasságot kötött Robert Cochrannel, egy fiatal repülőgép-szerelővel. Gyermeke 5 évesen tragikus halált halt. Előbb fodrászként dolgozott, majd színésznőnek állt. Kozmetikai vállalkozóként lehetőséget kapott egy repülőútra, a repülés végzetes hatással lett életére. 1930-ban megkapta a repülővezetői igazolványt. Tanulmányait folytatva, kereskedelmi repülővezetői engedélyt szerzett. 1938-ig a legjobb női pilótának találták az Egyesült Államokban. A második világháború alatt az amerikai légierő repülője volt, bombázógép utánpótlást hordott Amerikából Angliába. Tovább küzdött a női pilóták szakmai elismeréséért. Henry H. Arnold tábornok felkérte, hogy a szállító repülőgépek vezetéséhez keressen női pilótákat. 76 olyan női pilótát talált, akiknek 300-1000 órás szakmai gyakorlata volt, de csak 25 felelt meg a teszteken. A megalakított női szállítógép vezetők oktatásával, vezetésével bízták meg. 1948-ban csatlakozott az amerikai légierőhöz. És elkezdett repülni a sugárhajtású repülőgépekkel. Minden fajta repülés iránti érdeklődést mutatott.

## Az első nő volt aki
- több gyorsasági és magassági világrekordot állított fel,
- le és felszállt egy repülőgép-hordozóról,
- átlépte a Mach 2 sebességhatárt,
- irányított egy bombázórepülőt,
- egy repülőtársaság, a North East Airlines igazgatója (1958–1961) lett,
- átesett űrhajóskiképzésen (Mercury-program),

## Sporteredmények
- 1934-ben Londonból Melbournebe repült egy ausztráliai versenyre,
- 1935-ben az egyetlen nő, aki versenyzett a Bendix Trophy versenyen, amit három év múlva megnyert,
- 1937-ben az egyetlen nő, aki versenyzett a Bendix versenyen. A női pilóták elismeréséért szállt harcba. Végrehajtott egy vakleszállást".
- 1939–1940 között beállított egy új transzkontinentális gyorsasági, valamint egy magassági rekordot.
- 1940-ben 467 kilométer/óra repülésével megdöntötte az amerikai sebességi rekordot, amivel beírta nevét a repülési évkönyvbe. Pár héttel később 529 kilométer/óra átlaggal újabb csúcseredményt repült.
- a második világháborúban egy bombázóval átrepülte az Atlanti-óceánt,
- 1953. május 18-án egy kölcsönkapott kanadai F–86 Sabre vadászgéppel 652,337 kilométer/óra sebességet ért el egy mérhető repülőszakaszon.
- egyik sikerét 1953 nyarán aratta, amikor 8 férfi pilóta előtt elragadta a győztes serlegest és a pénzjutalmat (hírnevet). A meghirdetett versenyben, a Csendes-óceán partjáról, legfeljebb egy közbenső leszállással, át kellett repülnie az amerikai kontinenst, az Atlanti-óceán partján levő városkába, Bendixben leszállva.
- 1953. június 4-én a Sabre amerikai sugárhajtású vadászgéppel 500 kilométeres távon 950 kilométer/óra sebességi átlaggal abszolút sebességi világrekordot repült. A rekordkísérlet próbáján 1078 kilométer/óra sebességet mértek. Az első nő, aki 1000 kilométer/óra sebességnél gyorsabban repült. 1955-ben a francia Jacqueline Auriol visszavette a sebességi rekordot.
- 1961. augusztus 26-án egy Northrop T–38 sugárhajtású vadászgéppel 1356 kilométer/óra sebességi világrekordot állított fel.
- 1962–1965 között 73 rekordot állított fel,
- 1964-ben túllépte a Mach 2 sebességhatárt.

## Szakmai sikerek
- ötször kapta meg a Harmon Trophies elismerést,
- háborús szolgálatáért megkapta a Distinguished Service Medal és a Distinguished Flying Crosst.
- 1949-ben kitüntették a francia Légion d'honneur címmel,
- 1951-ben a francia Air Medall kitüntetéssel,
- egyetlen nőként megkapta a Fédération Aéronautique Internationale  Arany Érem elismerését,
- több dicsőségfalon örökítették meg nevével,
- 1985-ben a Vénusz bolygón egy 100 kilométeres krátert neveztek el róla,
- 1996-ban az USA-ban egy 50 centes bélyeggel emlékeztek meg róla,

## Írásai
Önéletrajz: The Stars At Noon - 1953.